# Gundam Unicorn
Pour les articles homonymes, voir Unicorn.
Gundam Unicorn (機動戦士ガンダムUC, Kidō Senshi Gundam UC) est une série de romans publiée entre 2006 et 2009 écrite par Harutoshi Fukui, auteur de best-sellers dont plusieurs furent adaptés au cinéma (dont Shuusen no Lorelei, Sengoku Jieitai 1549 et Boukoku no Aegis). Gundam Unicorn se passe quelques années après les évènements du film  Mobile Suit Gundam : Char contre-attaque en UC 0096. Il suit les aventures d'un jeune garçon étudiant chez Anaheim Electronics, Banagher Links, qui vit seul séparé de son père depuis le décès de sa mère. Il se verra impliqué dans le projet Gundam Unicorn dont la portée et les implications dépassent son entendement.
La série a été adaptée en dessin animé sous forme d'OVA, dont le premier épisode est paru en mars 2010, à titre d'œuvre commémorative des 30 ans de la licence Gundam. La série d'OVA est prévue pour comporter sept épisodes de 50 minutes. L'OAV est paru sous forme de Blu-ray pour une sortie mondiale le 10 mars 2010, le format DVD sera également disponible au Japon. Le Blu-ray comporte le doublage japonais et anglais (en 5.1), ainsi que des sous-titres japonais, anglais, français, espagnols et chinois. La seconde OAV est sortie le 12 novembre 2010 avec une durée de 88 minutes. Au total, sept OAV sont commercialisés jusqu'au 6 juin 2014.
La série est diffusée à la télévision entre avril et septembre 2016 sous le titre Mobile Suit Gundam Unicorn RE:0096.

## Synopsis
Universal Century 0001 : La colonisation spatiale commence et l'humanité entre dans une nouvelle ère. Lors de la cérémonie officielle présentée par le Premier Ministre de la Fédération sur la station orbitale Laplace inaugurant le passage au calendrier Universal Century, un mouvement terroriste sabote la structure de la colonie provoquant une explosion la détruisant. Syam est un jeune homme faisant partie de ce groupe revendiquant leurs conditions de vie déplorables que mènent les immigrants spatiaux. Alors que l'explosion l'expulse de leur vaisseau endommagé par l'attaque, il découvre dans les ruines de Laplace un étrange artefact nommé "Boîte Laplace". Cette fameuse boîte ne sera jamais ouverte, et son secret restera en sommeil avec Syam...
Universal Century 0096 : Trois années sont passées après l'ultime confrontation de Neo-Zeon dirigé par Char Aznable qui faillit faire tomber l'astéroïde Axis sur Terre. La colonie Industrial 7 est toujours en construction au point L1. Banagher Links est un jeune homme qui a grandi sans connaître son père au collège d'Anaheim Electronics, pris en charge par celui-ci après la mort de sa mère. Il est en voyage pour Industrial 7 à bord d'un vaisseau faisant office de collège mobile d'Anaheim avec les membres de sa promotion. Lors de la visite des installations de construction de la colonie, Banagher aperçoit au loin une jeune fille qui semble avoir chuté du pilier central de la Colonie. Voulant lui venir en aide, il décide de prendre un MS de maintenance pour la rattraper en vol. Néanmoins, en sauvant Audrey Burn et en voulant l'accompagner vers son but, Banagher ne se doute pas un instant du terrible drame qui se prépare dehors et des évènements qui vont bouleverser son existence...

## Personnages

### Civils
- Banagher Links, Héros de l'histoire et étudiant au collège d'Anaheim electronics.
- Audrey Burne, mystérieuse jeune fille et personnage important des " Manchettes " ("Audrey Burn" en version française), se nomme en réalité Mineva Lao Zabi.
- Takuya Irei, ami de Banagher et grand fan de Mobile Suits.
- Micott Bartsch, amie de banagher elle aussi étudiante à Anaheim electronics.

### Forces Fédérales Terriennes / Londo Bell
- Riddhe Mercenas, Pilote de RGZ-95 ReZEL et issu d'une famille de politiciens ("Riddie Marcenas" en version française).
- Daguza Mackle, chef des forces spéciales de la Fédération, l'ECOAS.
- Otto Mitas, commandant de bord du croiseur Nahel Argama.
- Liam Borrinea, commandant en second du Nahel Argama.
- Mihiro Oiwakken, Opératrice de Londo Bell assignée au Nahel Argama.
- Dr Hassan, médecin de bord du Nahel Argama (personnage déjà présent dans Mobile Suit Zeta Gundam).
- Conroy Haagensen, commandant en second de l'ECOAS.

### Les "Manchettes" (Neo-Zeon)
- Full Frontal, Leader des "Manchettes", un groupe de rescapés de Neo-Zeon et se présentant comme la réincarnation de l'emblématique Char Aznable.
- Marida Cruz, Cyber-Newtype et pilote du NZ-666 Kshatriya.
- Suberoa Zinnerman, Capitaine du croiseur " Garanciéres ".
- Angelo Sauper, chef de la garde prétorienne de Full Frontal.
- Gilboa Sant, opérateur sur le "Garancières" et pilote de Geara Zulu.
- Flaste Schole, navigateur du "Garancières".

### Fondation Vist/Anaheim Electronics
- Cardeas Vist, directeur de la Fondation Vist et gardien du secret de la Boîte de Laplace.
- Syam Vist, père de Cardeas et fondateur de la Fondation Vist, il est impliqué dans la destruction de la station Laplace, lors de l'inauguration de l'Universal Century 95 ans plus tôt.
- Gael Chan, Secrétaire et garde du corps de Cardeas Vist, ancien membre des Forces Fédérales.
- Alberto Vist, fils de Cardeas et membre du comité exécutif d'Anaheim Electronics.
- Martha Vist Carbine, sœur de Cardeas Vist et épouse de Melany Hugh Carbine, PDG d'Anaheim Electronics.

## Anime

### Fiche technique
- Origine :  Japon
- Première diffusion : 10 mars 2010
- Format : 7 OAV d'une durée de 55 minutes

1. Histoire originale : Hajime Yatate et Yoshiyuki Tomino
2. Réalisateur : Kazuhiro Furuhashi
3. Scénario : Yasuyuki Muto
4. Histoire : Harutoshi Fukui
5. Character design original : Yoshikazu Yasuhiko
6. Character design : Kumiko Takahashi
7. Mechanical design original : Kunio Ōkawara
8. Mechanical design : Hajime Katoki Junya Ishigaki, Nobuhiko Genma, Mika Akitaka
9. Musiques : Hiroyuki Sawano
10. Production de l'animation : Sunrise[5]

### Musiques
Génériques de fin :
- "Ryusei no Namida", interprété par Chiaki Kuriyama (épisode 1)
- "Everlasting", interprété par Kylee (épisode 2)
- "Merry-go-round", interprété par CHEMISTRY (épisode 3)
- "B-Bird", interprété par Earthmind (épisode 4)
- "Broken Mirror", interprété par Boom Boom Satellites (épisode 5)
- "RE : I AM", interprété par Aimer (épisode 6)
- "StarRingChild", interprété par Aimer (épisode 7)

### Bande originale
- Date de sortie : 10 mars 2010
- Composée par : Hiroyuki Sawano[6]
- Pistes :

1. U.C.0096
2. Unicorn
3. The univers
4. Mineva
5. Mobile suit
6. Laplace
7. Marida
8. A Letter
9. Infernals affairs
10. E.F.S.F
11. Piano to anna
12. On your mark
13. Full-frontal
14. Bring on a war
15. Inequality A cloud of war
16. Otto~fro a change
17. Life & Death
18. The distant past
19. GOo on a foray
20. Fear→Sorrow
21. Haro
22. RX-0
23. Licht Meer
24. Zero gravity